# Dysclytus firmatus
Dysclytus firmatus är en tvåvingeart som först beskrevs av Walker 1857.  Dysclytus firmatus ingår i släktet Dysclytus och familjen rovflugor. Inga underarter finns listade i Catalogue of Life.